# Decade (At Vance-album)
A Decade az At Vance dupla lemezes válogatásalbuma, melyet 2010-ben adtak ki. Az első lemezen a legsikeresebb dalaikat gyűjtötték össze, míg a második korongra a bónuszszámok és eddig meg nem jelentetett dalok kerültek fel.

## Dalok
CD 1:
1. Only Human
2. Take Me Away
3. Take My Pain
4. Heaven
5. Chained
6. Broken Vow
7. The Evil In You
8. Fallen Angel
9. The Curtain Will Fall
10. Dragonchaser
11. Shiver
12. Cold As Ice
13. Flying High (újrakevert változat)
14. Princess Of The Night
15. Heart Of Steel
16. Ride The Sky

CD 2:
1. Broken Vow (live)
2. Heroes Of Honour
3. Logical Song (Supertramp feldolgozás)
4. Shout (Tears for Fears feldolgozás)
5. Highway Star (Deep Purple feldolgozás)
6. The Winner Takes It All (ABBA feldolgozás)
7. Money Money (ABBA feldolgozás)
8. S.O.S. (ABBA feldolgozás)
9. Gloomy Monday
10. Wannabe
11. Eye Of The Tiger (Survivor feldolgozás)
12. Desperado (The Eagles feldolgozás)
13. Four Seasons - Spring Theme (Vivaldi feldolgozás)
14. For Seasons - Summer Theme (Vivaldi feldolgozás)
15. Solfiegetto (Bach feldolgozás)
16. Bumblebee (Rimszkij-Korszakov feldolgozás)
17. Caprice No.16 (Paganini feldolgozás)
18. Invention No.13 (Bach feldolgozás)
19. Cello Prelude G-Major
20. Etude No.4 (Chopin feldolgozás)

## Az együttes tagjai
- Rick Altzi – ének
- Olaf Lenk – szólógitár, billentyűs hangszerek
- Wolfman Black – basszusgitár
- Alex Landenburg – dob

## Külső hivatkozások
- At Vance hivatalos honlapja
- At Vance myspace oldala